# Mans
Mans is een Belgisch historisch merk van tricars en tricycles.
Deze werden geproduceerd door Léon Mans et Cie in Brussel van 1899 tot 1901.
Léon Mans was een fietsenmaker in Brussel die enkele jaren tricars produceerde die sterk leken op die van Léon Bollée. Ze hadden echter een tandwieloverbrenging in plaats van riemaandrijving. Ook de tricycles van De Dion-Bouton werden als voorbeeld gebruikt door Mans.